# TSV Ilshofen
Der Turn- und Sportverein Ilshofen 1862 e.V. ist ein Sportverein aus Ilshofen in der baden-württembergischen Region Hohenlohe. Bekannt ist der Verein vor allem für seine Fußballmannschaft der Herren, die seit der Saison 2018/19 in der Oberliga Baden-Württemberg spielt. Die Fußballabteilung trägt ihre Heimspiele auf der Sportanlage an der Aspacher Straße aus.

## Geschichte
Der TSV Ilshofen gründete sich 1862. Mit Stand Juni 2018 erstreckt sich die Fußballsparte, die 1921 gegründet wurde, des mit zirka 1.450 Mitgliedern fünftgrößten Vereins des Landkreises von der 1. Mannschaft, die zur Saison 2018/19 nach dem Relegationserfolg über den Freiburger FC erstmals in die Oberliga Baden-Württemberg aufstieg, bis hinunter zur G-Jugend. Bereits seit 1995 besteht auch eine Frauenabteilung des Vereins, deren erste Mannschaft aktuell in der Bezirksliga Hohenlohe vertreten ist. Seit 2009 unterhält der TSV zudem die erste Jugend-Fußballakademie im Landkreis Schwäbisch Hall.
Neben Fußball bietet der Gesamtverein TSV Ilshofen seinen Mitgliedern noch 10 weitere Sportarten wie Karate, Gesundheitssport, Tischtennis, Turnen oder Badminton. Außerdem ermöglicht er die Teilnahme an verschiedensten Kursen in der vereinseigenen Kindersportschule. In der Turnsparte engagieren sich noch vor den Fußballern die meisten Mitglieder.

## Persönlichkeiten
- Noah Feil
- Ali Gökdemir
- Ralf Kettemann
- Petar Kosturkow
- Andrei Nagumanow
- Nico Rodewald
- Jonas Wieszt